# Mike Santorelli
Michael „Mike“ Santorelli (* 14. Dezember 1985 in Vancouver, British Columbia) ist ein ehemaliger italo-kanadischer Eishockeyspieler, der im Verlauf seiner aktiven Karriere 310 Spiele für die Florida Panthers, Winnipeg Jets, Vancouver Canucks, Toronto Maple Leafs, Nashville Predators und Anaheim Ducks in der National Hockey League auf der Position des Centers bestritten hat. Sein Bruder Mark ist ebenfalls professioneller Eishockeyspieler.

## Karriere
Mike Santorelli begann seine Karriere als Eishockeyspieler in der Saison 2003/04 bei den Vernon Vipers aus der British Columbia Hockey League. Anschließend wurde er im NHL Entry Draft 2004 in der sechsten Runde als insgesamt 178. Spieler von den Nashville Predators ausgewählt. Zunächst spielte er jedoch drei Jahre lang für die Eishockeymannschaft der Northern Michigan University. Im Sommer 2007 wurde der Kanadier in den Kader von Nashvilles Farmteam aus der American Hockey League, den Milwaukee Admirals, berufen, für die er alle 80 Spiele der regulären Saison bestritt und dabei 42 Scorerpunkte erzielte, darunter 21 Tore.
Nachdem Santorelli die Saison 2008/09 erneut bei den Admirals in der AHL begonnen hatte, wurde er im Laufe der Saison von den Predators in ihren Kader berufen und gab sein Debüt in der National Hockey League.
Am 5. August 2010 wurde er in einem Tauschgeschäft zu den Florida Panthers transferiert, bei denen er in den folgenden drei Saisonen Stammspieler war. Die Saison 2012/13 beendete er im Dress der Winnipeg Jets, welche den Italo-Kanadier zuvor von der Waiverliste ausgewählt hatten. Im Juli 2013 wurde er als Free Agent von den Vancouver Canucks unter Vertrag genommen. Nach einem Jahr in Vancouver wurde sein auslaufender Vertrag nicht verlängert, sodass er sich im Juli 2014 den Toronto Maple Leafs anschloss.
Im Februar 2015 gaben ihn die Maple Leafs samt Cody Franson an die Nashville Predators ab und erhielten im Gegenzug Olli Jokinen, Brendan Leipsic sowie ein Erstrunden-Wahlrecht für den NHL Entry Draft 2015. Somit kehrte Santorelli zu dem Team zurück, dass ihn ursprünglich gedraftet hatte. Sein nur bis zum Saisonende laufender Vertrag wurde in Nashville allerdings nicht verlängert, sodass er sich im August 2015 als Free Agent den Anaheim Ducks anschloss. Ein Jahr später wechselte Santorelli in die Schweizer National League A zum Genève-Servette HC, bei denen er einen Zweijahresvertrag unterzeichnete. Bereits im Oktober 2016 bat er allerdings um dessen Auflösung, da er seine aktive Karriere aus gesundheitlichen Gründen beendete.

## Erfolge und Auszeichnungen
| - 2004 BCHL Interior First All-Star Team - 2005 CCHA All-Rookie Team - 2007 CCHA First All-Star Team | - 2007 NCAA West Second All-American Team - 2009 AHL All-Star Classic |

## Karrierestatistik
(Legende zur Spielerstatistik: Sp oder GP = absolvierte Spiele; T oder G = erzielte Tore; V oder A = erzielte Assists; Pkt oder Pts = erzielte Scorerpunkte; SM oder PIM = erhaltene Strafminuten; +/− = Plus/Minus-Bilanz; PP = erzielte Überzahltore; SH = erzielte Unterzahltore; GW = erzielte Siegtore; 1 Play-downs/Relegation; Kursiv: Statistik nicht vollständig)